# أولاد علي بن عثمان
أولاد علي بن عثمان هي قرية جزائرية تابعة لبلدية الأوريسية: الكائنة بدائرة عين أرنات، بولاية سطيف